# Academia Vilavelhense de Letras
A Academia de Letras de Vila Velha teve início com a criação do Centro Cultural Humberto de Campos, em 1948, por remanescentes do Centro Acadêmico Humberto de Campos, instituição da década de 1940, mas que teve curta vida (apenas um ano). o Centro Cultural Humberto de Campos recebe nova nomenclatura a partir de 1959, quando foi transformado, através de uma Assembleia Geral, na Academia de Letras Humberto de Campos, em homenagem ao que se tornaria o patrono e membro póstumo da Academia, a partir de 2014, quando passou a se chamar Academia de Letras de Vila Velha.
Atualmente, a Academia de Letras de Vila Velha possui 40 cadeiras e representa diversos gêneros, tendências, estilos e formas literárias, sendo palco para saraus, promovendo atividades de teatro, folclore, música e literatura, além de promover oficinas e lançamentos de obras de todo tipo.

## As 40 cadeiras da Academia
Para cada uma das quarenta cadeiras, os fundadores escolheram os respectivos patronos, homenageando personalidades que marcaram as letras e a cultura capixaba, antes da fundação da Academia.
CADEIRA n° 1
Patrono - Marcelino Pinto Ribeiro Duarte
Ocupante 1 - Afonso Cláudio de Freitas Rosa
Ocupante 2 - Carlos Xavier Paes Barreto
Ocupante 3 - Carlos Teixeira de Campos
Ocupante 4 - Ferdinand Berredo de Menezes
Ocupante 5 - Bernadette Lyra
CADEIRA n° 2
Patrono - Graciano dos Santos Neves
Ocupante 1 - Afonso Correia Lyrio
Ocupante 2 - Alonso Fernandes de Oliveira
Ocupante 3 - Hilário Sigismundo Soneghet
Ocupante 4 - Athair Gagnin
Ocupante 5 - Jorge Elias Neto
CADEIRA n° 3
Patrono - João Clímaco de Alvarenga Rangel
Ocupante 1 - Alarico de Freitas
Ocupante 2 - Waldemar Mendes de Andrade
Ocupante 3 - Osvaldo Ovídio dos Santos
CADEIRA n° 4
Patrono - Ulisses Teixeira da Silva Sarmento
Ocupante 1 - Saul de Navarro
Ocupante 2 - Geraldo Costa Alves
Ocupante 3 - Aylton Rocha Bermudes
Ocupante 4 - Francisco Grijó
CADEIRA n° 5
Patrono - Amâncio Pinto Pereira
Ocupante 1 - Heráclito Amâncio Pereira
Ocupante 2 - Heribaldo Lopes Balestrero
Ocupante 3 - Levy Rocha
Ocupante 4 - Samuel Machado Duarte
CADEIRA n° 6
Patrono - Bernardo Horta de Araújo
Ocupante 1 - Archimimo Martins de Mattos
Ocupante 2 - Alberto Stange Júnior
Ocupante 3 - Francisco Aurélio Ribeiro
CADEIRA n° 7
Patrono - José Fernandes da Costa Pereira Júnior
Ocupante 1 - Aristeu Borges de Aguiar
Ocupante 2 - Placidino Passos
Ocupante 3 - Homero Mafra
Ocupante 4 - Waldir Vitral
Ocupante 5 - Jeanne Figueiredo Billich
CADEIRA n° 8
Patrono - Dom Fernando de Souza Monteiro
Ocupante 1 - Aristóbulo Barbosa Leão
Ocupante 2 - João Baptista Herkenhoff
CADEIRA n° 9
Patrono - Aristides Braziliano de Barcellos Freire
Ocupante 1 - Aurino Quintais
Ocupante 2 - José Vieira Coelho
Ocupante 3 - Américo Barbosa de Menezes Júnior
Ocupante 4 - Sérgio Blank
Ocupante 5 - Romulo Felippe
CADEIRA n° 10
Patrono - Padre José de Anchieta
Ocupante 1 - Dom Benedito Paulo Alves de Souza
Ocupante 2 - Guilherme Santos Neves
Ocupante 3 - Anna Bernardes da Silveira Rocha
Ocupante 4 - Jonas Reis
CADEIRA n° 11
Patrono - Deocleciano Nunes de Oliveira
Ocupante 1 - Cassiano Cardoso Castello
Ocupante 2 - Abner Mourão
Ocupante 3 - Luiz Serafim Derenzi
Ocupante 4 - Evandro Moreira
CADEIRA n° 12
Patrono - Gonçalo Soares da França
Ocupante 1 - Elpídio Pimentel
Ocupante 2 - Clóvis Rabello
Ocupante 3 - Judith Leão Castello Ribeiro
Ocupante 4 - Gabriel Augusto de Mello Bittencourt
CADEIRA n° 13
Patrono - José Marcelino Pereira de Vasconcellos
Ocupante 1 - Antônio Ferreira Coelho
Ocupante 2 - Augusto Emílio Estellita Lins
Ocupante 3 - Elviro Athayde de Freitas
Ocupante 4 - Ivan Anacleto Lorenzoni Borgo
Ocupante 5 - Adilson Vilaça de Freitas
CADEIRA n° 14
Patrono - Domingos José Martins
Ocupante 1 - José de Barros Wanderley
Ocupante 2 - Crystallino de Abreu Castro
Ocupante 3 - Álvaro José dos Santos Silva
CADEIRA n° 15
Patrono - José Colatino de Couto Barroso
Ocupante 1 - Mendes Fradique
Ocupante 2 - Adolpho Fernandes Ribeiro de Oliveira
Ocupante 3 - Ceciliano Abel de Almeida
Ocupante 4 - Cícero Moraes
Ocupante 5 - Virgínia Gasparini Tamanini
Ocupante 6 - José Hygino de Oliveira
Ocupante 7 - Marcos Tavares
CADEIRA n° 16
Patrono - Francisco Antunes de Sequeira (filho)
Ocupante 1 - Luiz Adolpho Thiers Velloso
Ocupante 2 - José Coelho de Almeida Cousin
Ocupante 3 - Carlos Nejar
CADEIRA n° 17
Patrono - José de Mello Carvalho Moniz Freire
Ocupante 1 - Manoel Lopes Pimenta
Ocupante 2 - Wilson Lopes Rezende
Ocupante 3 - Fernando Achiamé
CADEIRA n° 18
Patrono - Monsenhor Eurípides Calmon Nogueira da Gama Pedrinha
Ocupante 1 - Manoel Teixeira Leite
Ocupante 2 - Eugênio Sette
Ocupante 3 - Miguel Marvilla
Ocupante 4 - José Carlos Mattedi
CADEIRA n° 19
Patrono - João Motta
Ocupante 1 - Sezefredo Garcia de Rezende
Ocupante 2 - Lourival de Paula Serrão
Ocupante 3 - Neida Lúcia Moraes 
CADEIRA n° 20
Patrono - Antero Pinto de Almeida
Ocupante 1 - Jair Tovar
Ocupante 2 - José Luiz Holzmeister
Ocupante 3 - Humberto Del Maestro